# Formica connecticutensis
Formica connecticutensis är en myrart som beskrevs av Buckley 1866. Formica connecticutensis ingår i släktet Formica och familjen myror. Inga underarter finns listade i Catalogue of Life.